# HotelsCombined
HotelsCombined es un metabuscador de hoteles. Fundada en el año 2005 y con oficinas centrales en Sídney, Australia, hoy en día la empresa cuenta con más de 200 empleados en todo el mundo. 
HotelsCombined nace para simplificar y optimizar la reserva de alojamientos. Es un comparador que permite encontrar con una sola búsqueda los mejores precios de las principales webs de viajes de todo el mundo. Compara precios de más de 30 portales de viaje, incluyendo Hotels.com, Expedia, Rumbo, Venere o LateRooms. 
Actualmente el motor de HotelsCombined rastrea 800.000 hoteles en 120.000 destinos en todo el mundo. Su sofisticado algoritmo permite ahorrar hasta el 80% en el precio de un alojamiento, desde una sola web. Por eso, más de 300 millones de usuarios al año la usan actualmente para conseguir las mejores ofertas en sus reservas. 
La web está disponible en 220 países, más de 40 idiomas y 120 divisas.

## Historia
En 2005, Yury Shar, Brendon McQueen y Michael Doubinski se asociaron para crear un comparador de precios de hoteles en el que los usuarios pudiesen encontrar las mejores tarifas y la disponibilidad de las principales páginas web de viajes con una sola búsqueda. Los tres fundadores previamente habían trabajado en HotelClub, hoy en día parte de Orbitz Worldwide.
Trabajando inicialmente desde sus hogares y sin contar con ningún tipo de financiación o capital previo, los fundadores lanzaron HotelsCombined después de nueve meses de desarrollo y la página comenzó a recibir tráfico orgánico de manera constante; al cabo de un año pudieron contratar su primer empleado y hoy en día la empresa cuenta con más de 200 empleados en todo el mundo y más de 20 millones de usuarios mensualmente. 
HotelsCombined nace como solución para ahorrar tiempo y dinero, y poder comparar alojamientos y precios en una sola web en lugar de visitar diferentes portales de viaje. Actualmente HotelsCombined cuenta con más de 200 empleados en todo el mundo, de más de 30 nacionalidades diferentes, y tiene oficinas en Sídney, Bangkok, Seúl, Dubái, Londres y Barcelona. 

## Producto

### Tecnología
HotelsCombined es un metabuscador de hoteles que a través de sus asociaciones con numerosas agencias de viajes en línea y cadenas hoteleras permite a los usuarios buscar y comparar los precios y la disponibilidad de los hoteles con una sola búsqueda. Los usuarios pueden ordenar y filtrar los resultados según sus preferencias; además también se incluyen los comentarios de huéspedes y las puntuaciones de las páginas web externas.
Es una empresa de base tecnológica y su principal asset es su extenso conocimiento técnico sobre cómo funcionan las webs y atraen tráfico de calidad. Más de la mitad de los empleados de la sede central en Sídney son ingenieros o desarrolladores. El algoritmo y los datos son la base de su negocio

### Programa de Afiliados
El Programa de Afiliados de HotelsCombined permite obtener ingresos a otras empresas que ofrecen el servicio de comparación de hotels en su página web. El contenido sobre los hoteles está disponible en más de 40 idiomas y la interfaz es totalmente personalizable, por lo que las empresas pueden optar por el uso de una marca blanca para así conservar el aspecto de la suya propia así como otras soluciones.
Actualmente HotelsCombined es partner/motor de búsqueda de empresas de referencia en el sector como Rastreator , Groupalia, Travel Supermarket, Lilligo, JetCost, Instituciones y Patronatos Turísticos como Spain.info, Visit Andorra, Dubai Tourism o el Aeropuerto de Sídney,  entre muchos otros. 
En 2012, la compañía se asoció con la aerolínea de bajo coste Ryanair para alimentar su servicio de comparación de precios de hoteles, RyanairHotels.com. HotelsCombined también ofrece servicio a Skyscanner, una web europea de comparación de precios de vuelos,.
El objetivo de Hotels Combined es ofrecer la mejor experiencia al usuario, pero también altas cifras de conversión para proveedores y partners, ofreciéndoles innovadoras soluciones personalizadas para integrar en sus webs un potente motor de reservas de hoteles. 
Suma unos 20.000 partners en todo el mundo, para los que genera anualmente 1000 millones en reservas en línea.
Como demuestran estas cifras, el focus y expertise de HotelsCombined es el negocio B2B

## Premios y Menciones
En 2010, HotelsCombined fue galardonada como "Website of the Year" (página web del año) en los premios TRAVELtech y quedó finalista en los Business Awards de Telstra 2010. En el mimo año, quedó en noveno lugar en el Deloitte Technology Fast 500 Asia Pacific Ranking, fue destacada como “Website of the Week” (página web de la semana) en el Daily Mail, y declarada como una de las 10 mejores páginas web de viajes por el escritor de guías de viajes Arthur Frommer (de Frommers.com). En 2011, HotelsCombined fue nominada nuevamente entre las 10 primeras empresas australianas en el programa Deloitte’s Technology Fast 50. También en 2011, HotelsCombined fue destacada como una de las mejores páginas web para ahorrar dinero por el periódico británico The Independent, mientras que Pauline la nombró como un “recurso excelente”.

## Prensa
Los informes de Tendencias de Precios de Hoteles de la compañía, que analizan las tendencias de precios de las principales páginas web de viajes y cadenas hoteleras, han sido cubiertos por la prensa internacional incluyendo el L.A. Times, The Gulf Daily News y The Australian.